# Космическое питание
Косми́ческое пита́ние — это продукты питания (бортовое питание), специально созданные и обработанные для употребления космонавтами при космических полётах.
Космическое питание имеет специфические требования обеспечения сбалансированного питания для людей, работающих в космосе, в то же время его легко и безопасно хранить, готовить на бортовой кухне и употреблять при условиях низкой гравитации пилотируемых космических кораблей.
Космическая еда подвергается сублимационной сушке для минимизации веса и обеспечения длительного срока хранения.

## Питание животных
Впервые пищу для употребления в космосе подготовили в 1957 году для полёта собаки Лайки. Кормление осуществлялось с помощью автоматического контейнера, где в герметичных ячейках находилась желеобразная питательная смесь с достаточным количеством белков, жиров, углеводов, витаминов и воды. Крышка открывалась дважды в сутки, чтобы собака-космонавт могла поесть. Последняя порция корма содержала яд, так как возвращение на Землю не планировалось. Но собака погибла через 5—7 часов полёта и в космосе не ела.
Эту систему и желеобразную питательную смесь применяли в следующих кратковременных полётах собак-космонавтов, которые активно питались, несмотря на высокий уровень стресса. В полете аппарата Космос 110, начавшегося 22 февраля 1966 года и продлившегося 23 дня, применили новый способ кормления собак-космонавтов Ветерка и Уголька. Использовалась специальная гомогенизированная пища, которую подавали сразу в желудок через фистулу.

## Питание советских космонавтов
Космическое питание для людей разработали уже для полета Гагарина, хотя он длился всего 108 минут. Но проверка способов питания и возможности глотать в условиях невесомости, а также видов космической еды были в числе целей полёта. Следующие советские запуски планировались более длительными, для них еда была необходима.
Для первого запуска решили использовать тюбики по 160 грамм, используемые в авиации. Рацион для двухчасового полета включал мясо и шоколад. Юрий Гагарин попробовал еду, но полноценные данные появились лишь после полета Германа Титова.
Полёт Титова в августе 1961 года длился 25 часов и сопровождался трёхразовым питанием. Космонавт получил еду в тех же тюбиках, которые были проверены во время первого запуска. Рацион расширили, включив в него печёночный паштет, овощной суп-пюре, черносмородиновый сок. Однако после возвращения Титов отметил сильное, вплоть до головокружения, чувство голода.
Калорийность его рациона была недостаточной, поэтому составители рационов стали обращать особое внимание на питательность и усвояемость пищи. В частности, в меню космонавтов добавили антрекот, говяжий язык, котлеты, куриное филе, борщ, ржаной хлеб. Некоторое время в рацион входит даже коньяк для торжеств.
В 1963 году при институте[каком?] АН СССР в Москве открыли лабораторию, исследующую космическое питание. Космонавту по расчётам требовалось 2800 ккал в день,  и содержать суточный рацион должен был около 100 граммов белка, 118 граммов жиров и 308 граммов углеводов. Питание должно было быть четырёхразовым.

## Питание американских астронавтов
В первых полётах на миссиях «Меркурий», проводимых с 1959 по 1963 год, использовали сублимированные порошки, разбавляемые водой, тюбики с жидкостями и еду в небольших кубиках, которые можно съесть, не оставив мусора. Сам обед астронавты сочли неаппетитным, а добавление воды в сублимированные порошки стало сложной задачей.
В миссиях «Джемини» и «Аполлон» разовые порции покрывали желатином, предотвращая их разрушение и появление крошек. Также были разработаны более простые методы восполнения жидкости в сублиматах. Меню расширили, включив в него креветки, курицу, овощи, тосты, пудинг и яблочный сок.
В 1973 году в космос отправилась крупная орбитальная станция Скайлэб, на которой разместили холодильник. Благодаря этому в рацион космонавтов смогли включить скоропортящиеся и замороженные продукты: свежий хлеб, лобстеров и мороженое.
В 1979 году профессор Дуглас Уорф из Университета Северная Каролины (США) предложил создавать на борту космических станций, предназначенных для долгого автономного функционирования, необычный аварийный запас пищи длительного хранения. Из прессованной смеси кукурузной муки, яичного белка и сухого молока должны были изготавливаться отдельные элементы внутренних переборок, шкафов и полок.

## Питание российских космонавтов
На 2023 год в меню российских космонавтов МКС входит порядка 300 наименований. Большую часть продуктов сублимируют, в тубах поставляют только соусы и джемы. Стандартный ежедневный рацион составлен из расчета потребления 3200 ккал и рассчитан на четырёхразовое питание. Единственным официальным российским производителем еды для космонавтов является Бирюлёвский экспериментальный завод.

## Особенности космического питания
В 1960-х годах при разработке космического питания в качестве оптимальной формы продуктов в условиях невесомости считали таблетки с необходимым запасом микроэлементов. Но для психологического комфорта космонавтов важно употребление привычных продуктов питания. Это потребовало решения ряда технологических вопросов, которые были решены со временем и теперь космическое питание легко и безопасно хранить, готовить на бортовой кухне и употреблять при низкой гравитации.
Ключевая особенность космического питания — наличие большого количества сублимированных продуктов. Обезвоживание по современным технологиям позволяет уменьшить продукт на 90 % от его первоначального объёма с сохранением всех полезных свойств пищи. Перед едой в блюдо добавляют подогретую воду через специальный клапан. Сублимации подвергают практически всё, от мяса до творога, супов и гарниров.

### Упаковка и употребление
Основной вид упаковки — пластиковая вакуумная тара, устойчивая к механическим и климатическим воздействиям и обеспечивающая длительное хранение еды. Вторые блюда — мясо с овощами, азу, омлет с куриным мясом, тушёнка или рыба — поставляют в готовом виде в алюминиевых банках. Их просто разогревают перед употреблением. Приправы, пюре и соусы упаковывают в тубы, с которыми до сих пор, благодаря массовой культуре, ассоциируется космическое питание.
Любая крошка или капля попавшие в воздух могут причинить необратимый вред космонавтам или оборудованию, поэтому космонавтов отдельно обучают правильному раскрытию любого вида упаковки космического питания. У банок с едой место прокола крышки нужно прикрывать салфеткой, чтобы избежать разлёта капель жидкости. Для еды из глубоких пакетов предусмотрены особые ложки с удлиненными черенками, а сами пакеты защищены от проливания. Благодаря двухслойной упаковке и клапану они не дают содержимому вылиться даже если пакет перевернулся. Такие пакеты служат упаковкой более половины блюд космического рациона — супам, гарнирам, вторым блюдам, десертам, сокам, киселям. Остальная пища — консервы.
Российские специалисты придумали особую конструкцию стола с «крошкоулавливателем», ячейками для крепления и подогрева консервных банок, а также отделения для фиксации упаковок с едой.
На борту МКС была создана полноценная столовая со столами и стульями, прикрепленными к полу, что обеспечивало более привычную обстановку при приеме пищи. Космонавты пристегивались к креслам с опорами для бедер и ног и ели с намагниченных подносов, используя вилки, ножи и ложки. Для предотвращения распространения бактерий стены были покрыты антибактериальным покрытием.

### Основные требования к космическому питанию
- Минимальный вес продукта при максимальном сохранении питательных свойств (норма питания на одного космонавта в сутки составляет около 3000 ккал при четырёхразовом питании. Это 16 супов, вторых блюд, закусок. Даже продуманный суточный рацион при сублимации большей части блюд весит примерно 1,6 кг.);
- Высокая энергетическая ценность;
- Низкая чувствительность к перепадам температур;
- Удобная, безопасная и прочная упаковка;
- Разнообразие меню с учётом индивидуальных вкусов космонавтов;
- Включение в рацион национальных блюд;
- Наличие в рационе как «нейтральной» пищи, так и острой (при отсутствии гравитации жидкости свободно перемещаются по телу, приводя к ощущениям, схожим с закупоркой носовых пазух. Отсутствие запаха делает многие безвкусными, а острая еда помогает активизировать рецепторы)[15];
- Необходимы богатые калием продукты. (За время пребывания в космосе мышечная масса и плотность костей могут уменьшиться на 20 %. Для поддержания уровня калия подходят йогурты, молоко и творог с черносмородиновым пюре, творог с орехами, творог с облепиховым пюре, блюда из бобовых)[15][16];
- Необходима богатая растительными и животными белками пища (такой рацион позволяет повысить сопротивляемость организма к вредным факторам окружающей среды и снизить поступление радионуклидов в организм. Его основа — мясо, рыба, печень, творог, яйца, крупы и бобовые. Серосодержащие аминокислоты (цистин, метионин) в рыбе, твороге, сыре, бобовых оказывают радиопротекторный эффект)[16].
- Необходима пища с антиоксидантами: для уменьшения поврежденных клеток при ионизирующем облучении в рацион вводят богатые антиоксидантами зелёные щи, овощной суп-пюре, баклажаны, рисовую кашу с курагой, овощные и фруктовые соки с мякотью[16][17].
- Необходимы продукты, богатые пищевыми волокнами: космонавтам необходима профилактика неблагоприятных изменений обменных процессов, которую обеспечивают баклажанная и кабачковая икра, витаминная закуска (квашеная капуста с морковью и красным перцем), салат из свеклы с луком, фасоль в томатном соусе, овощная солянка из свежей капусты, борщ, щи из квашеной капусты, суп из шампиньонов, фасоль по-болгарски, гречневая каша, тушеная капуста, горошек в молочном соусе, кисели с яблочным пектином, пюре из кураги и т.д.)[16].
- Безопасность самой еды, которая не должна оставлять крошек и других остатков. (Размер космических буханок хлеба — 2 на 2,5 см, чтобы их можно было съесть одномоментно. Соль и перец в космосе используются в жидком виде[14].
- Алкоголь полностью исключен из рациона (запрещены даже спиртосодержащие дезинфицирующие средства, так как дело не только в последствиях опьянения для организма — спиртовые соединения нарушают работу системы восстановления воды, а летучий этанол может повредить и другое оборудование[4].
- Газированные напитки запрещены: в невесомости газ и жидкость в желудке разделяются, приводя к появлению тяжелой отрыжки и изжоги[14].

Требования определяются как физическими условиями хранение и применения космической еды, так и психологическими факторами быта космонавтов в условиях продолжительных космических полетов. Например, национальные блюда в рационе нужны не только для позитивного психологического воздействия на космонавтов, но и для упрочения контактов между космонавтами в условиях смешанных по национальному признаку экипажей. Японское агентство аэрокосмических исследований (JAXA) изобрело регидратируемую лапшу, Китай — специально обработанную курицу «гунбао».

### Влияние национальных особенностей и традиций
Из запрета на алкоголь в космосе было несколько исключений. В советский рацион некоторое время входил коньяк, а врачи рекомендовали небольшое количество для укрепления иммунной системы. А Эдвин «Базз» Олдрин причастился в лунном модуле «Аполлона-11» перед выходом на поверхность Луны.
Некоторое время космонавтам доставляли маринованные огурцы в банках. Чтобы рассол не разлетался по кораблю, банку раскручивали и центробежная сила прижимала рассол к стенкам, позволяя достать огурец. Позже это блюдо исключили из-за сложностей с утилизацией рассола.
Одна из традиций НАСА — завтрак космонавтов перед вылетом состоит из стейка с яйцом и апельсинового сока. Разработала рацион с малым количеством клетчатки Беатрис Финкельштейн из Лаборатории аэрокосмической медицины для Алана Шеппарда, первого американца, совершившего суборбитальный космический полёт. Космонавт так позавтракал 5 мая 1961 года перед запуском корабля-капсулы «Меркурий-Редстоун-3» («Фридом-7»). Только кофе из-за своих тонизирующих и мочегонных свойств Шерману запретили за 24 часа до полета, в рацион вошёл чай.
В декабре 2019 космонавты испекли на борту МКС печенье для Санта-Клауса из теста, специально приготовленного компанией DoubleTree by Hilton
Из-за того, что американское меню расфасовано в вакуумную упаковку, то в него могут входит самые разные блюда — от бургеров до индейки на День благодарения. В американском модуле была установлена микроволновая печь.
Британский астронавт Тим Пик в 2016 году взял с собой, в космос свой любимый сэндвич с беконом от шеф-повара Хестона Блюменталя. Однако хлеб в таком виде плохо подходит для еды в космосе, так как могут остаться крошки, способные мешать корректному функционированию космического корабля или причинить вред здоровью космонавтов. Например, сэндвич, который тайком пронес астронавт Джон Янг на борт «Джемини-3» в 1965 году, начал разваливаться в полете, мешая работе экипажа.
В 2014 году Итальянское космическое агентство (ASI) создало кофемашину ISSpresso, которая могла работать в условиях космоса; первый эспрессо в космосе выпила 3 мая 2015 года астронавт Саманта Кристофоретти.
В основе рациона китайских космонавтов — свинина, самое распространенное мясо региона, и сухофрукты для восполнения энергии.
В корейском рационе много острых и пряных блюд, активизирующих рецепторы, в том числе — капуста кимчи. Другая особенность — консистенция блюд рациона ближе к крем-супу или густому соусу.
Традиционный рецепт японской лапши был переработан для условий космоса. Текстура стала более эластичной, а вкус — ярким.
В итальянский рацион входят паста, лазанья и пицца. В 2017 году астронавт EKA Паоло Несполи организовал приготовление пиццы всем экипажем МКС — астронавты NASA Рэндольф Брезник, Марк Ванде Хай и Джозеф Акаба, а также Александр Мисуркин и Сергей Рязанский.

## Разновидности
Данная классификация является формальной:
- Регидратируемая (от лат. re… — приставка означающая повторное действие + греч. υδρο (рус. гидро)  — «вода») — продукты питания или напитки, из которых удалили воду и добавляют её при приготовлении. Это затрудняет размножение бактерий, продлевая срок годности.
- Термостабилизированная (от др.-греч. θερµο (рус. термо)  — «тепло»  + стабилизация) — готовые блюда, прошедшие термическую обработку и оперативно запечатанные в воздухонепроницаемую упаковку.
- Свежие продукты — охлажденные фрукты и овощи со сроком хранения в несколько дней. Космонавтам доставляют яблоки, лимоны, помидоры, апельсины, грейпфруты, лук репчатый, чеснок[18]. Также возможно выращивание зелени в космосе, хотя научные исследования и показывают повышенную опасность заражения бактериями зеленых листовых овощей[21].
- Напитки — воду в ограниченном количестве доставляют в космос или добывают её конденсацией [18], а также переработкой и очисткой воды системами космического корабля[14].
- Продукты в натуральном виде — готовые к употреблению продукты вроде орехов, шоколадных батончиков, печенья или леденцов.
- Облученная — мясные и молочные продукты, которые подвергли ионизированному облучению перед упаковыванием. Такая обработка уничтожает микробы и увеличивает срок годности.
- Продукты с промежуточной влажностью — еда содержит достаточно низкое, чтобы ограничить рост микробов, количество воды. Часто такие продукты имеют мягкую текстуру, а изготавливают их методами сушки или вяления.
- Приправы — стандартные виды кетчупа, горчицы и других соусов, которые не отличаются от земных. Только соль и перец используются в космосе в жидкой форме, чтобы избежать попадания мелких частиц в воздух[9][14].

## Выращенное на станции
В ходе биологических экспериментов космонавты на орбите выращивали съедобные растения, в частности, лук и зелень, для употребления в пищу.
С 2015 года по настоящий момент НАСА проводит серию экспериментов по выращиванию овощей и живых организмов на Международной космической станции. В 2015 году был запущен проект под названием «Growing Beyond Earth». Затем появилась программа известная как «Veggie». В ходе этих программ, а также других исследований, в космосе успешно выращивает такие типы растений, как капуста, красная русская капуста, горчица, цветок Циннии, перец чили.